# Baldriga subantàrtica
La baldriga subantàrtica (Puffinus elegans) és un ocell marí de la família dels procel·làrids (Procellariidae) que viu als oceans de l'hemisferi sud, criant a les illes de Tristan da Cunha, Gough, Chatham i Antípodes.

## Taxonomia
Aquesta espècie ha estat considerada una subespècie de la baldriga petita (Puffinus assimilis), però avui es classifica com una espècie de ple dret, arran treballs recents.